# Godtjärnen (naturreservat)
Godtjärnen är ett naturreservat i Norsjö kommun i Västerbottens län.
Området är naturskyddat sedan 2016 och är 114 hektar stort. Reservatet är ett myrområde med Godtjärnen i sydost. I västra delen rinner en bäck och där finns en gammal granskog.